# Rhopalopsyllus crypturi
Rhopalopsyllus crypturi är en loppart som beskrevs av Wagner 1939. Rhopalopsyllus crypturi ingår i släktet Rhopalopsyllus och familjen Rhopalopsyllidae. Inga underarter finns listade i Catalogue of Life.